# Війна євреїв проти Німеччини (теорія змови)
Існує антисемітська теорія змови про те, що Голокост був реакцією на оголошення євреями війни Німеччині. Прибічники цієї теорії стверджують, що євреї як єдиний суб'єкт розв'язали Другу світову війну, у ході якої прагнули знищити Німеччину.
Цю теорію створила та поширювала нацистська пропаганда з метою виправдання переслідування та геноциду євреїв як самооборони. Зокрема доказами агресивних планів євреїв щодо Німеччини використовувалося «оголошення війни» очільником Єврейського агентства Хаїмом Вейцманом у 1939 році та книжка маловідомого американського підприємця Теодора Кауфмана «Німеччина має загинути!».

## Витоки
Після поразки Центральних держав у Першій світовій війні у Веймарській республіці та Угорщині почали ширитися хибні чутки про те, що євреї у цих країнах вступили у змову з іноземними євреями, щоб саботувати воєнні дії та завадити перемозі (легенда про удар ножем у спину). Дехто також звинувачував євреїв у спільній діяльності з розв'язання війни з метою зруйнувати Європу та зробити її вразливою до «єврейського контролю». Євреїв також звинувачували у маніпулюванні мирними переговорами з метою отримання власної вигоди від реалізації післявоєнних договорів. Німецькі антисеміти представили Версальську угоду як символ перемоги міжнародного єврейства.
У 1933 році нацисти стверджували, що антинацистський бойкот був агресією євреїв і почали у відповідь бойкотувати єврейські підприємства. Британська газета Daily Express 24 березня 1933 року опублікувала статтю під заголовком «Юдея оголошує війну Німеччині» (англ. Judea Declares War on Germany), що свідчить про те, що такі заяви не обмежувалися нацистською пропагандою. Перед початком війни Адольф Гітлер неодноразово висловлювався про те, що євреї являють собою серйозну загрозу для Німеччини, в тому числі у своїй промові від 30 січня 1939 року, у якій заявив, що війна, розв'язана євреями, призведе до «знищення єврейської раси в Європі».
Все, що робили німці з євреями — починаючи з позбавлення виборчих прав у 1933 році і закінчуючи геноцидом — публічно представлялося нацистами не як війна проти євреїв, а як міра самооборони.

## Друга світова війна

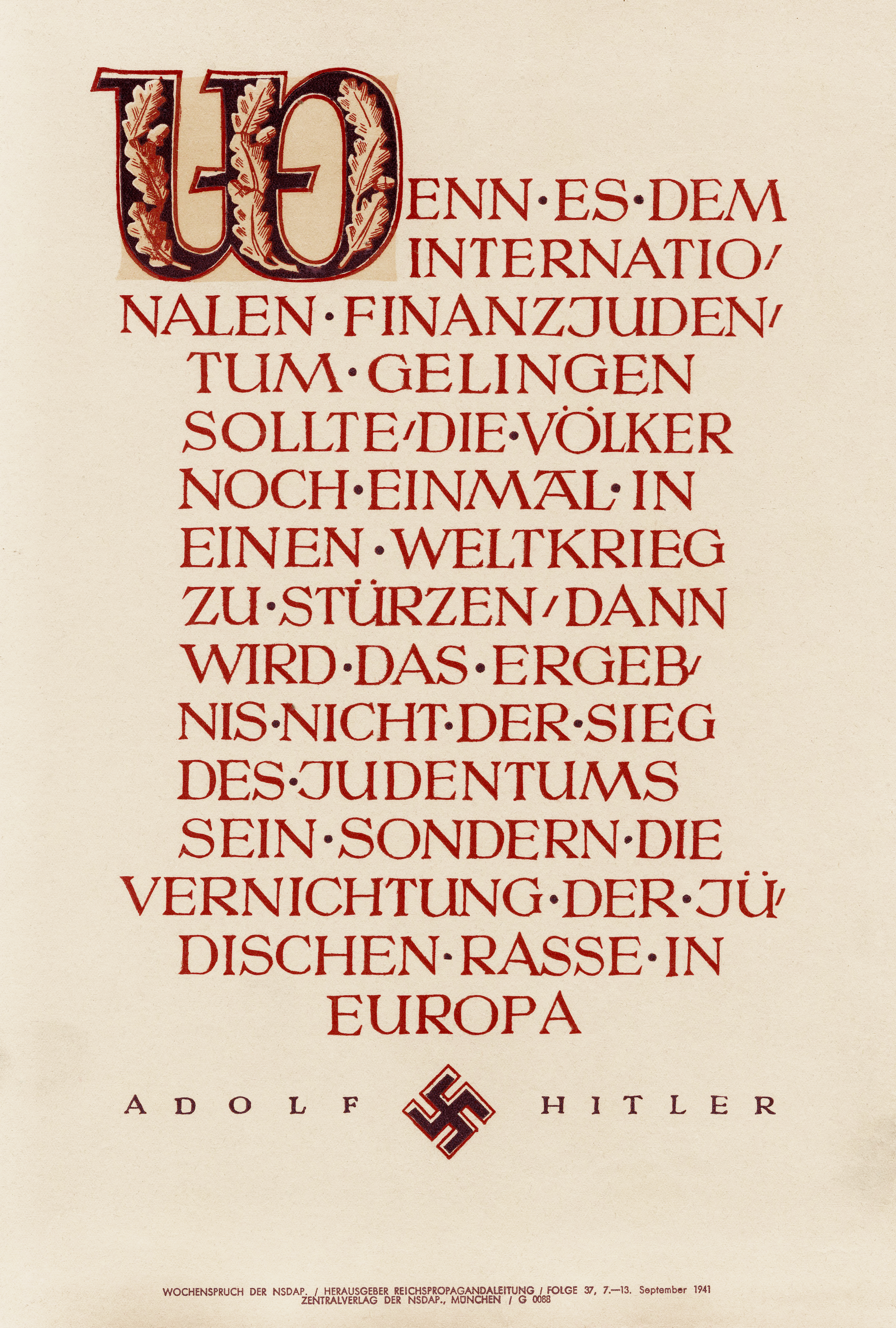
Плакат, розміщений 7–13 вересня у відділах НСДАП з цитатою із промови Гітлера 30 січня 1939 року про «знищення єврейської раси в Європі»

Для Гітлера початок світової війни 1 вересня 1939 року підтвердив ідею про те, що єврейська змова проти Німеччини існувала весь цей час, проте Німеччина сама почала війну своїм вторгненням у Польщу.

Історик Джеффрі Герф писав, що «згідно з параноїдальною логікою Гітлера, євреї розв'язали війну, аби нацисти були змушені вести війну помсти проти євреїв Європи». Він також писав, що «ядром нацистського наративу про Другу світову війну» було твердження:

Історичний суб'єкт под назвою «міжнародне єврейство» розв'язав Другу світову війну з наміром спричинити «більшовизацію» світу. Це зазнає невдачі. Замість цього нацистська Німеччина помститься за цю агресію та знищить євреїв. Вона буде вести «війну» проти євреїв у відповідь на «війну», яку євреї почали.
Оригінальний текст (англ.)
A historical subject called "international Jewry" had launched World War II with the intent of bringing about the "Bolshevization" of the world. It would fail. Instead, Nazi Germany would retaliate for this aggression and annihilate the Jews. It would wage a "war" against the Jews in response to the "war" the Jews had started.

Дослідник нацистської пропаганди Рендалл Бітверк писав, що "нацисти виправдовували свої спроби знищити євреїв твердженням, що вони захищалися лише від єврейських планів знищити Німеччину та її населення ". Історик Ерік Шеберг вважав, що «нацисти переконали себе, що вони ведуть у ім'я захисту німецької раси війну, яку їм нав'язали євреї. Це була брехня, яку сприймали за правду люди, які потребували виправдання вбивства».
У своїй книзі «Мобілізована нація. Німеччина 1939—1945» (англ. The German War: A Nation Under Arms, 1939-45) історик Ніколас Старгардт стверджував, що до середини 1942 року прибічники «жорсткої лінії» серед нацистських ідеологів, таких як Мартін Борман, вважали, що німцям «слід дати зрозуміти, що тепер вони залучені у геноцидний глобальний конфлікт, який може закінчитися лише їх перемогою або поразкою». У відповідь на питання про те, як пояснити «вкрай суворі заходи», вжиті проти євреїв, Борман сказав місцевим нацистським діячам виправдовувати, а не заперечувати систематичні депортації та масові вбивства.

### Лист Вейцмана Чемберленові
29 серпня 1939 року президент Всесвітньої сіоністської організації Хаїм Вейцман написав листа прем'єр-міністру Великобританії Невіллу Чемберлену, у якому заявив:

У цю годину найбільшої кризи усвідомлення того, що євреї можуть зробити свій внесок у захист священних цінностей, спонукає мене написати цей лист. Я хочу найнедвозначнішим чином підтвердити заяви, які я та мої колеги зробили протягом останнього місяця й особливо минулого тижня: євреї підтримують Великобританію та будуть битися на боці демократій.
Оригінальний текст (англ.)
In this hour of supreme crisis the consciousness that Jews have a contribution to make to the defence of sacred values impels me to write this letter. I wish to confirm in the most explicit manner the declarations which I and my colleagues have made during the last month and especially in the last week: that the Jews stand by Great Britain and will fight on the side of the democracies

Цей лист був опублікований у газеті «Таймс» 6 вересня 1939 року — вже після нападу Німеччини на Польщу.
У нацистській пропаганді лист було представлено як «єврейське оголошення війни» нацистській Німеччині та загроза фактичного нападу «євреїв». Нацисти також стверджували, що Вейцман у 1942 році надіслав телеграму «сіоністській групі», у якій зазначалося: «Євреї бажають зайняти своє місце у лавах тих, хто ставить собі за мету знищення Німеччини». Ніяких доказів того, що Вейцман відправляв таку телеграму, знайдено не було.
Філософ Берел Ленг писав, що сама по собі ідея «оголошення євреями війни Німеччині» виглядає абсолютно неправдоподібно. Відносно невелика група осіб, розкидана по різним країнам та континентам, яка не має ані держави, ані армії, може «оголосити війну» винятково у метафоричному сенсі.
Голова «Імперського об'єднання германської преси» Отто Дітріх видавав директиви, які вимагали від усіх німецьких газет просувати теорію єврейської військової змови. Директива від 1 березня 1943 року вимагала від газет повідомляти, що: «Оголошення євреями війни європейським народам призвело до вживання енергійних заходів проти євреїв не лише в Німеччині, а й у багатьох інших європейських державах». У подальшому у червні 1944 року Дітріх та один з керівників прес-служби НСДАП Гельмут Зюндерман почали пропагандистську кампанію, у якій звинувачували Вейцмана та створене ним «Єврейське агентство для Палестини» у підготовці агресії проти Німеччини ще з 1929 року. Історик Майкл Берковіц писав, що підтверджень цим звинуваченням немає і «Єврейське агентство» не являло собою жодної загрози для Німеччини.

### «Німеччина має загинути!»
Нацистська пропаганда зосередила увагу на книзі маловідомого єврейського бізнесмена Теодора Ньюмана Кауфмана «Німеччина має загинути!», виданій невеликим тиражем за власний рахунок у 1941 році. Кауфман навіть створив агентство Argyl Press (Ньюарк, Нью-Джерсі), щоб її опублікувати. 24 березня 1941 року в американському журналі Time з'явилася присвячена книзі стаття, у якій Кауфман зазнав критики і був порівняний з нацистським пропагандистом Юліусом Штрайхером.
Нацистська пропаганда надала цій книзі величезне значення, а власна думка Кауфмана була видана за доказ того, що євреї планують геноцид, спрямований проти нацистської Німеччини. Міністр пропаганди Йозеф Геббельс після прочитання книги Кауфмана написав у своєму щоденнику від 3 серпня 1941 року, що «він дійсно не міг би зробити це краще і вигідніше для нас, ніж якби він написав книгу на замовлення. Я розпоряджусь, щоб ця книга поширилася мільйонним тиражем в Німеччині, передусім на фронті, і сам напишу передмову». У німецькому перекладі дрібний торговець квитками із Ньюарка був названий єврейського «мозкового тресту», який оточував президента США Рузвельта. Про книгу писала такі німецькі видання, як Die Frankfurter Zeitung, Münchner Neueste Nachrichten, Der Stürmer та Das Reich. У брошурі Вольфганга Диверге, опублікованій Міністерством пропаганди під назвою "Військова мета світової плутократії: документальне видання книги президента Американського товариства світу Теодора Кауфмана «Німеччина має загинути», Кауфман був представлений як головна фігура єврейської змови проти Німеччини, під впливом якої перебувають Рузвельт, Черчилль та інші лідери антинацистської коаліції.
На Кауфмана як виправдання антиєврейський акцій посилались різні нацистські чиновники, починаючи з мера Ганновера, який виселив всіх євреїв з їх будинків та продав їхнє житло, до нацистського губернатора окупованої Варшави, який влаштував у гетто масовий голод.

## Після Другої світової війни
Як писав Ніколас Старгардт, «навіть після смерті Гітлера щоденники німців досі скаржилися на екзистенційну загрозу, яка виходить від міжнародного єврейства». Після Другої світової війни «єврейське оголошення війни» стало поширеною тезою серед неонацистів і ревізіоністів Голокосту. Одним із відомих заперечників, що пропагував теорію «єврейської війни», є британський письменник Девід Ірвінг.
Німецький історик Ернст Нольте стверджував, що телеграма Вейцмана виправдовувала інтернування євреїв в окупованій німцями Європі як військовополонених. Окрім того, лист Вейцмана правдоподібно переконав Гітлера «у рішучості його ворогів знищити його набагато раніше, ніж перша інформація про Аушвіц стала відома світові». Твердження Нольте були оспорені Юрґеном Габермасом у ході «Історичного диспуту» 1986–87 рр. про Голокост та його місце в історичній пам'яті німців. Американська історикиня Дебора Ліпштадт писала, що в аргументах Нольте «відсутня будь-яка внутрішня логіка», адже переслідування євреїв почалися задовго до 1939 року, а Вейцман не мав жодних збройних сил для ведення будь-якої «війни» проти Німеччини.
Неонацистський пропагандистський фільм «Європа: остання битва» поширює хибне твердження про те, що євреї почали обидві світові війни як частину плану заснування Ізраїлю, змушуючи нацистів чинити самооборону.